# This Bike Is a Pipe Bomb
This Bike Is a Pipe Bomb è un gruppo musicale folk punk statunitense, proveniente da Pensacola, Florida.
La loro prima registrazione fu pubblicata nel 1997 sulla Ghostmeat Records. Gli album successivi furono realizzati con le case discografiche Plan It X Records e No Idea Records, ma anche con la loro, chiamata Plan It X Records.
Inizialmente il gruppo cominciò con il genere New wave, con il cantante David Dondero alla batteria. Cambiarono velocemente genere spostandosi sul country, ma le loro radici punk furono abbastanza evidenti da farli diventare uno dei gruppi più importanti del folk punk. Hanno fatto diversi tour negli Stati Uniti e in Europa.
La maggior parte della loro musica è politicamente orientata. Sono contrari alla guerra e interessati al Movimento per i Diritti Civili degli anni sessanta e in generale dell'uguaglianza razziale.

## Membri del gruppo
- Rymodee - chitarra, voce armonica a bocca
- Terry Johnson - basso, voce
- Teddy "Ted" Helmick - batteria, voce

## Discografia

### Album
- 1997: S/T 7
- 1999: Of Chivalry and Romance in a Dumpster 10"
- 2001: Black Panther Party 7"
- 2001: Dance Party With... CD
- 2004: Dance Party With... 10"
- 2004: This Bike Is a Pipe Bomb/Carrie Nations Split 7
- 2004: This Bike Is a Pipe Bomb/The Devil Is Electric Split 7
- 2004: Three Way Tie for a Fifth CD
- 2005: Three Way Tie for a Fifth LP